# Walter Niemann
Walter Niemann (ur. 10 października 1876 w Hamburgu, zm. 17 czerwca 1953 w Lipsku) – niemiecki kompozytor i muzykolog.

## Życiorys
Uczył się u swojego ojca, Rudolpha Niemanna, oraz u Engelberta Humperdincka. W latach 1898–1901 studiował w konserwatorium w Lipsku u Carla Reineckego oraz na uniwersytecie u Hugo Riemanna i Hermanna Kretzschmara. W 1901 roku uzyskał tytuł doktora na podstawie rozprawy Über die abweichende Bedeutung der Ligaturen in der Mensuraltheorie de Zeit von Johannes de Garlandia (wyd. Wiesbaden 1902). W semestrze 1906/1907 wykładał w konserwatorium w Hamburgu. Pisał do „Neue Zeitschrift für Musik” (1904–1906) i „Neueste Nachrichten” (1907–1917). Później zajął się komponowaniem.
W swoich pracach skupiał się głównie na muzyce XIX wieku. Skomponował przeszło 150 utworów na fortepian, stylistycznie wzorowanych na twórczości Roberta Schumanna. Utwory te, o charakterze salonowym, noszą przeważnie tytuły programowe i urozmaicone są motywami egzotycznymi, naśladownictwem natury oraz elementami tańców ludowych.

## Kompozycje
(na podstawie materiałów źródłowych)
- Musik und Musiker des 19. Jahrhunderts (Lipsk 1905)
- Die Musik Skandinaviens (Lipsk 1906)
- Das Klavierbuch (Lipsk 1907)
- Edvard Grieg: Biographie und Würdigung seiner Werke (Lipsk 1908, wspólnie z Gerhardem Schjelderupem)
- Das Norlandbuch (Weimar 1909)
- Die musikalische Renaissance des 19. Jahrhunderts (Lipsk 1911)
- Taschenlexikon für Klavierspieler (Lipsk 1912)
- Die Musik seit Richard Wagner (Lipsk 1913)
- Jean Sibelius (Lipsk 1917)
- Die nordische Klaviermusik (Lipsk 1918)
- Die Formen der Instrumentalmusik (Lipsk 1918, wspólnie z Otto Klauwellem)
- Die Virginalmusik (Lipsk 1919)
- Meister des Klaviers (Lipsk 1919)
- Brahms (Lipsk 1920)